# Civitot
 (avril 2017).
Si vous disposez d'ouvrages ou d'articles de référence ou si vous connaissez des sites web de qualité traitant du thème abordé ici, merci de compléter l'article en donnant les références utiles à sa vérifiabilité et en les liant à la section « Notes et références ».

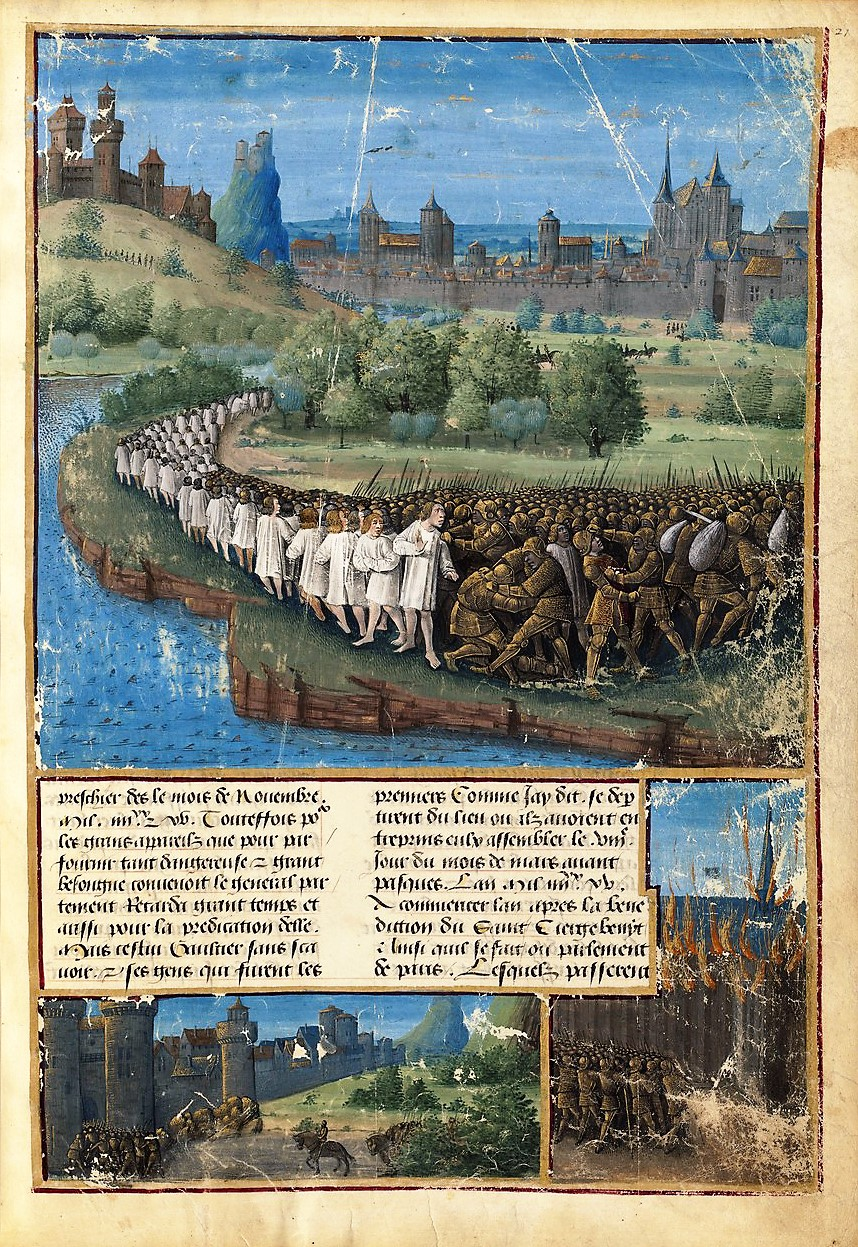
Massacre de la croisade populaire par les Hongrois. Miniature de Jean Colombe tirée des Passages d'outremer de Sébastien Mamerot, BNF Fr. 5 594, f21r.

Civitot est le nom d’un camp militaire de la première croisade, installé à proximité de Nicée et où s’installa la croisade populaire de Pierre l'Ermite peu après son arrivée à Constantinople en 1096.

## Contexte
Pour des articles plus généraux, voir Première croisade et Croisade populaire.
Après l’appel à la croisade lancée par le pape Urbain II au concile de Clermont le 27 novembre 1095, de nombreux paysans, accompagnés de quelques chevaliers, partent immédiatement sans attendre la croisade organisée par les barons.
Plusieurs contingents prennent la route de Constantinople. Celui de Gautier Sans-Avoir arrive à Constantinople le 20 juillet, rejoint par celle de Pierre l’Ermite le 1er août 1096. Ces deux groupes sont rejoints par les rescapés des croisades d’Emich et de Gottschalk, qui après avoir commis de nombreux massacres (notamment de populations juives) et pillages, se sont fait écraser par les armées du roi de Hongrie. Quelques bandes d’Italiens les rejoignent également.
La première réaction d’Alexis Ier Comnène, l’empereur de Byzance, est de leur conseiller d’attendre les armées des barons. Cependant, ces croisés, inactifs et las d’attendre, se mettent à piller les faubourgs de Constantinople et les villages voisins. Aussi, l’empereur ordonne le 7 août à sa flotte d’organiser la traversée du Bosphore par les croisés et leur attribue le camp de Civitot pour qu’ils y attendent la croisade des barons.

## Installation du camp
Civitot est un camp aménagé précédemment pour des mercenaires, situé à moins d’une journée de marche de Nicée, alors aux mains du sultan seldjûqide de Rum Kilij Arslan. Sensible aux conseils du basileus Alexis Ier, Pierre l'Ermite tente de convaincre les croisés d'attendre les barons, mais il perd le contrôle de la foule qui, croyant que la foi suffit à remporter à la victoire, veut s'attaquer aux territoires turcs tout proches. Pierre l'Ermite repart alors vers Constantinople demander l'appui d'Alexis, tandis que les croisés se choisissent d'autres chefs, un Italien du nom de Renaud et un Français du nom de Geoffroy Burel.

## Incursions en territoire turc
À la mi-septembre, une expédition amène les Francs aux portes de Nicée, où ils battent une petite troupe de Turcs et en ramènent un butin important. Encouragés par ce succès, les croisés restés à Civitot et une troupe de six mille Italiens et Allemands conduite par Renaud s'empare du château de Xerigordos (en), dans la banlieue de Nicée. Kilij Arslan, alors âgé de 17 ans, revient immédiatement à Nicée, prend les points d'eau autour du château et établit un siège devant Xerigordos le 29 septembre 1096. Le château est pris d'assaut le 17 octobre, les défenseurs massacrés ou réduits en esclavage.
Kilij Arslan fait courir le bruit par deux espions grecs dans le camp de Civitot que Renaud a réussi à prendre Nicée, et qu’il ne désire pas en partager le butin avec ses alliés. Les Francs sont alors prêts à se révolter pour avoir une part du butin du pillage, quand un rescapé de Xérigordos arrive et rétablit la vérité. Les plus sages parmi les Francs prêchent le calme, mais l’excitation reprend, cette fois pour venger les martyrs. Pierre l'Ermite est de nouveau à Constantinople, et les autres chefs sont incapables de raisonner et de maîtriser la foule.
Le 21 octobre à l’aube, vingt-cinq mille Francs quittent leur camp, encadrés par environ cinq cents chevaliers, dont Gautier Sans-Avoir, Gautier de Teck et le comte de Tübingen. Dépourvus de toute connaissance militaire, ils n'envoient pas d'éclaireurs. Trois kilomètres plus loin, ils tombent dans une embuscade turque et tentent de refluer vers le camp, mais la plupart (près de 20 000 hommes) sont exterminés dans leur fuite. Seuls deux à trois mille hommes, ayant réussi à se barricader dans une forteresse désaffectée adossée à la mer, sont récupérés par la flotte byzantine et installés dans les faubourgs de Constantinople, après avoir été désarmés. De leur côté, les Turcs ont épargné les croisés les plus jeunes, réduits en esclavage.